# Mary Catherine Rowsell
Pour les articles homonymes, voir Rowsell.
Mary Catherine Rowsell, née le 29 décembre 1839 à Finsbury et morte le 15 juin 1921 à Bromley, est une romancière, auteure de fiction pour enfants et dramaturge anglaise. 
Ses études en Belgique et en Allemagne ont donné naissance à des livres inspirés de contes populaires allemands et de personnages historiques français. La plupart de ses livres pour enfants s'articulent autour d'événements historiques célèbres.

## Biographie
Mary Catherine Rowsell est née le 29 décembre 1839. Elle est baptisée à l'église St. Dionis Backchurch (en) le 22 janvier 1840. Son père est Charles John Rowsell (28 mars 1802 – 28 janvier 1882), un comptable qui a peut-être breveté le graphoscope (en) et certainement breveté des améliorations. Sa mère est Sarah Lewis (v. 1807 – enterrée le 18 août 1897). Son oncle est le prédicateur Thomas James Rowsell (en), et sa tante Sarah Rowsell est l'épouse de l'architecte Charles Barry. 
Elle fait ses études au Queen's College de Londres, à Harley Street, puis à Bruxelles et à Bonn.
Elle publie son premier livre vers 25 ans, sous ses initiales « MCR ». Il s'agit d'une traduction du recueil de quarante contes de Rosalie Koch, Rübezahl : Berggeist im Riesengebirge (1845),. La première édition du livre reçoit un accueil favorable, et une autre édition est publiée pour le marché des livres-cadeaux de Noël. Dans la publicité pour l'édition de Noël, les éditeurs citent les critiques de presse de la première édition. Malgré ce succès initial, elle n'édite aucun autre ouvrage jusqu'à Abbots' Crag en juillet 1872.  
À la fin du XIXe siècle, ses œuvres se vendent moins. La faible rente que lui a laissée son père, mort en 1882, et sa mère, morte en 1897, diminue en raison de mauvais placements. Elle fait alors appel à quatre reprises au Royal Literary Fund.
Elle meurt à l'âge de 81 ans, le 15 juin 1921. La cause du décès est attribuée à une crise d'épilepsie et à une dégénérescence sénile. 

## Œuvres
Rowsell a produit quatre types d'œuvres : des livres pour enfants (en grande partie basés sur des contes populaires ou sur des sujets historiques), des romans pour adultes, des pièces de théâtre et des fictions plus courtes. Elle a publié un grand nombre de nouvelles dans des revues et journaux et plusieurs de ses romans ont été édités en feuilletons dans la presse.
- 1864 : The Spirit of the Giant Mountains: A Series of Fairy Tales, Londres: Murray & Co, 231 p.
- 1872 : Abbots' Crag: A Tale, Londres: Whittaker, 168 p.
- 1874 : Plays for Home Performance: Thornrose and Sparkledor; Riquet with the Tuft, Londres: Samuel French, 63 p.
- 1876 : Saint Nicolas' Eve, and Other Tales, Londres: Samuel Tinsley, 256 p.
- 1878 : Love Loyal, 3 vol, Londres: Hurst & Blackett
- 1880 : Jeannette, 3 vol, Londres: Hurst & Blackett
- 1882 : Hymns and Narrative Verses for Children (third edition), Londres: J. T. Hayes, 30 p.
- 1883 : Tales of Filial Devotion: Examples of the Faithful Heroism of Girls, Drawn from French History, Londres: Sonnenschein & Co, 198 p.
- 1884 : Number Nip; or, the Spirit of the Giant Mountains, Londres: Sonnenschein & Co, 286 p.
- 1884 : Traitor or Patriot? A Tale of the Rye-House Plot, Londres: Blackie & Son
- 1885 : The Pedlar and his Dog, Londres: Blackie & Son, 160 p.
- 1885 : Miss Vanbrugh: A Stage Story, Bristol: G. W. Arrowsmith
- 1886 : Fisherman Grim, Londres: Blackie & Son, 96 p.
- 1886 : Sepperl the Drummer-Boy, Londres: Blackie & Son, 95 p.
- 1886 : The Silver Dial, 3 vol, Londres: Swan Sonnenschein
- 1887 : Hans the Painter, Londres: Blackie & Son, 96 p.
- 1887 : Hatto's Tower and Other Stories, Londres: Blackie & Son, 127 p.
- 1888 : The Red House, Londres: Hamilton, Adams & Co, 176 p.
- 1889 : John a' Dale; or, The King and the Tinker, Londres: Blackie & Son, 128 p.
- 1889 : Whips of Steel, comédie dramatique avec J. J. Dilly
- 1890 : The Story of a Queen, Londres: Blackie & Son, 159 p.
- 1890 : Thorndyke Manor, Londres: Blackie & Son, 287 p.
- 1891 : Petronella; and Madame Ponowski, Londres: Skeffington & Son, 107 p.
- 1892 : Richard's Play: A Comedietta, in One Act, Londres: Samuel French, 16 p.
- 1894 : The Friend of the People, 3 vol, Londres: T. F. Unwin
- 1896 : The Green Men of Norwell, and Other Stories, Londres: Simpkin & Marshall, 87 p.
- 1897 : France: The Children's Study, Londres: T. Fisher Unwin, 362 p. |
- 1898 : The Boys of Fairmead, Londres: F. Warne & Co, 319 p.
- 1899 : Honour Bright, Londres: E. Nister, 48 p.
- 1900 : Dick of Temple Bar, Londres: E. Nister, 127 p.
- 1902 : The Last Link, Londres: Samuel French
- 1903 : My Lady's Favour, a Comedy, avec E. G. Howell, Londres: Samuel French
- 1905 : The Life-Story of Charlotte de la Trémoille: Countess of Derby, Londres: K. Paul, Trench, Trübner, 188 p.
- 1905 : The Wild Swans, or, The Adventure of Roland Cleeve, Londres: S. W. Partridge & Co
- 1907 : Monsieur de Paris: a Romance, Londres: Chatto & Windus, 306 p.
- 1910 : Ninon de L'Enclos and Her Century, Londres: Hurst & Blackett, 310 p.
- 1920 : The Sea-King's Son and Fisherman Grim, Londres: Blackie & Son, 78 p.